# Chinaz
Chinaz (in uzbeko Chinoz; in russo Чиназ) è il capoluogo del distretto di Chinaz, nella regione di Tashkent, in Uzbekistan. La città ha una popolazione di 27.165 (calcolati per il 2010). Si trova circa 50 km a sud-ovest di Tashkent e a 10 km da Sirdaryo.